# ラドフォード橋の戦い
ラドフォード橋の戦い（Battle of Ludford Bridge）は、薔薇戦争の早い時期にヨーク派が最悪の損害をこうむった戦いである。
ブロア・ヒースの戦いでの勝利の後、ヨーク派はウスターに向かって進軍した。途中でヘンリー6世指揮する強大なランカスター軍に遭遇すると、すぐに拠点のあったシュロップシャー、ラドロー（Ludlow）のラドフォード橋まで後退した。
1459年10月12日、カレー方面軍司令官のアンドリュー・トラロップが部下を連れてランカスター派に寝返りし、ヨーク派の軍事・戦略情報と交換に恩赦を願い出た。これによってヨーク派は約3分の1と圧倒的な数的不利に追い込まれた。そのためその夜、ヨーク公と2人の息子、それからウォリック伯とソールズベリー伯は、勝ち目のないため撤退し、アイルランド（ヨーク公とラットランド伯）、あるいはカレー（ソールズベリー伯、ウォリック伯、マーチ伯）へ落ち延びた。
翌朝、指揮官がいなくなったことを知ってヨーク派は雲散した。ヨーク派の拠点であるラドローはランカスター派に略奪されるがままだったという。